# Mount Barrow
Mount Barrow är ett berg i Australien. Det ligger i kommunen Launceston och delstaten Tasmanien, i den sydöstra delen av landet, omkring 170 kilometer norr om delstatshuvudstaden Hobart. Toppen på Mount Barrow är 1 413 meter över havet.
Mount Barrow är den högsta punkten i trakten. Runt Mount Barrow är det mycket glesbefolkat, med 2 invånare per kvadratkilometer.. Närmaste större samhälle är Underwood, omkring 19 kilometer nordväst om Mount Barrow.
I omgivningarna runt Mount Barrow växer i huvudsak städsegrön lövskog. Genomsnittlig årsnederbörd är 1 078 millimeter. Den regnigaste månaden är augusti, med i genomsnitt 150 mm nederbörd, och den torraste är januari, med 35 mm nederbörd.